# バイノーラル録音

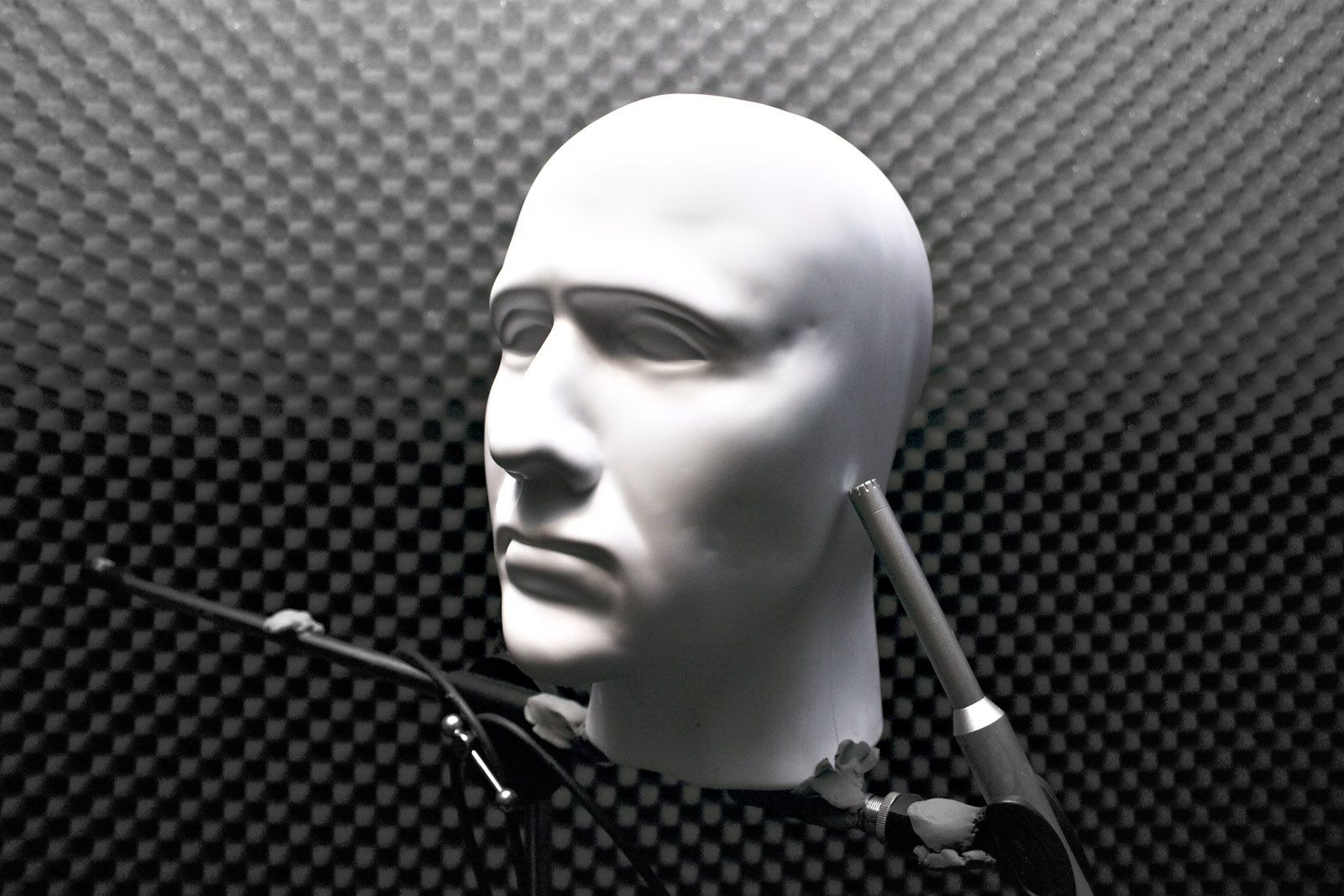
無響室に備え付けられたダミーヘッド

バイノーラル録音（バイノーラルろくおん、英語: Binaural recording）とはステレオ録音方式の一つで、人間の頭部や、その音響効果を再現するダミー・ヘッドやシミュレータなどを利用して、鼓膜に届く状態で音を記録することで、ステレオ・ヘッドフォンやステレオ・イヤフォン等で聴取すると、あたかもその場に居合わせたかのような臨場感を再現できる、という方式である。

## 解説
人間が音を聞くときには音源から左右の耳に直接届く音波だけでなく自分自身の耳たぶや体の各部によって複雑に回折・反射した音波も合わせて聞いていて、それらによって音源の位置などを知覚していると考えられる。これらの音波をすべてそのまま記録したものを左右の耳にステレオ・ヘッドフォンで聞けば、録音時と同じ音場を感じられるというのがバイノーラル録音の原理である。バイノーラル録音の基本的な方法は実物大の人形の外耳道入口にマイクロフォンを埋め込んで録音する方法で、頭部および肩口までを再現したダミー・ヘッド（またはHATS - ヘッド・アンド・トルソー・シミュレータ）と呼ばれるものがよく用いられる。
バイノーラル録音-再生により臨場感が得られるのは人体各部で音波が回折や反射をすることにより干渉が生じ、単に左右の耳と音源間の距離からくる音量差と時間差のみに留まらず周波数特性にも特徴的な影響を与えるからである。この特徴は人体各部の寸法形状と音源の位置との関係によって定まり、これを数式化したものがHRTF（頭部伝達関数）である。HRTFは周囲の音響特性や人体各部寸法形状の個人差に依存するが前者については拡散音場や自由音場で標準化するのが通例であり、後者についてはHATSの研究者やメーカがその周波数特性の特徴を損なわないように多くの聴取者を可能な限り代表するように独自の工夫を重ねている。（立体音響も参照）
バイノーラル録音は、ラジオドラマや音楽アルバムなどに利用されている。